# Jacques Louvigny
Pour les articles homonymes, voir Louvigny.
Jacques Charles de Louvigny dit Jacques Louvigny ou Louvigny, est un acteur français né  le 15 février 1884 à Bordeaux (Gironde) et mort le 9 février 1951 à Paris 8e.

## Biographie
Jacques Louvigny participe en tout à cinquante-cinq films français, d'abord entre 1914 et 1917 (quelques courts métrages muets), puis entre 1931 et 1950, notamment aux côtés de Michèle Morgan (ex. : La Symphonie pastorale de Jean Delannoy en 1946) ou de Bourvil (ex. : Le Cœur sur la main et Blanc comme neige d'André Berthomieu en 1948 et 1949).
Il joue également au théâtre durant sa carrière.

## Filmographie complète
- 1913 : Combat de boxe - production Gaumont
- 1914 : Un fil à la patte d'Henri Pouctal (court métrage)
- 1914 : Monsieur chasse ! de Marcel Simon
- 1916 : Rigadin l'échappe belle de Georges Monca (court métrage)
- 1916 : Rigadin cherche l'âme sœur de Georges Monca (court métrage)
- 1916 : L'Hôtel du libre échange de Marcel Simon
- 1917 : Le Toutou et la danseuse de Georges Monca (court métrage)
- 1917 : Deux maris, deux femmes et un commissaire (réalisateur non connu) (court métrage)
- 1917 : Germain hérite d'une huître de Marcel Simon
- 1917 : Pour épouser Gaby de Charles Burguet et Georges Monca (court métrage)
- 1917 : Le Serment d'Anatole de Georges Monca (court métrage)
- 1917 : Prête-moi ton habit de Georges Monca (court métrage)
- 1917 : La Leçon de flirt d'Ernest Lunel (court métrage) : Jacques Dupont
- 1931 : On purge bébé de Jean Renoir : M. Follavoine
- 1931 : Delphine de Roger Capellani
- 1932 : L'aimable lingère de Donatien - court métrage -
- 1933 : Les Surprises du sleeping de Karl Anton : Pierre de Brunoy
- 1934 : Le Cavalier Lafleur de Pierre-Jean Ducis : Hyacinthe Lafleur
- 1934 : N'aimer que toi de André Berthomieu
- 1935 : Fanfare d'amour de Richard Pottier : Alibert
- 1935 : Une drôle d'histoire de Robert Péguy - court métrage -
- 1935 : Le Bébé de l'escadron de René Sti : l'adjoint
- 1935 : Folies-Bergère de Marcel Achard et Roy Del Ruth (version française de Folies Bergère de Paris de Roy Del Ruth, 1935) : Gustave Chatillard
- 1936 : Passé à vendre de René Pujol
- 1936 : L'Amant de Madame Vidal d'André Berthomieu
- 1937 : Trois Artilleurs au pensionnat de René Pujol : le jardinier
- 1937 : La Griffe du hasard de René Pujol
- 1938 : Le Plus beau gosse de France de René Pujol : le président du comité
- 1938 : Les Rois de la flotte de René Pujol
- 1938 : Hôtel du Nord de Marcel Carné : M. Munard, un habitué de l'hôtel
- 1938 : Mollenard de Robert Siodmak
- 1938 : Titin des Martigues de René Pujol
- 1940 : Tempête de Bernard-Deschamps : Auguste
- 1941 : Ce n'est pas moi de Jacques de Baroncelli
- 1942 : Pontcarral, colonel d'Empire de Jean Delannoy : Mareilhac
- 1942 : À vos ordres, Madame, de Jean Boyer : M. Palureau
- 1942 : Fièvres de Jean Delannoy : M. Tardivel
- 1942 : Frédérica de Jean Boyer - (Le baron Auguste Chatelard de Gontrais)
- 1943 : Un seul amour de Pierre Blanchar : Maître Goze
- 1943 : Je suis avec toi de Henri Decoin : le commissaire
- 1943 : Fou d'amour de Paul Mesnier : le professeur Hauteclerc
- 1943 : Le Cavalier Lafleur de Pierre-Jean Ducis
- 1944 : L'Île d'amour de Maurice Cam : M. Alilaire
- 1944 : Le Bossu de Jean Delannoy : Cocardasse
- 1944 : Le mort ne reçoit plus de Jean Tarride : Firmin
- 1944 : Florence est folle de Georges Lacombe : M. Dieutegard
- 1945 : J'ai dix-sept ans d'André Berthomieu : l'oncle Victor
- 1945 : Félicie Nanteuil de Marc Allégret : M. Pradel
- 1945 : Étoile sans lumière de Marcel Blistène
- 1946 : Pas si bête d'André Berthomieu : M. le comte de Bellemont
- 1946 : La Femme fatale de Jean Boyer
- 1946 : Gringalet d'André Berthomieu : M. Blanchard
- 1946 : La Symphonie pastorale de Jean Delannoy : M. Castéran
- 1946 : Amour, Délices et Orgues d'André Berthomieu : Pacoulin
- 1946 : Sérénade aux nuages d'André Cayatte : l'impresario
- 1947 : Carré de valets d'André Berthomieu : Firmin
- 1948 : Toute la famille était là de Jean de Marguenat : Costecal
- 1948 : Blanc comme neige d'André Berthomieu : Maître Floridor, avocat
- 1948 : Colomba d'Émile Couzinet
- 1948 : L'Ombre d'André Berthomieu : le commissaire principal
- 1948 : Aux yeux du souvenir de Jean Delannoy : le passager
- 1949 : Le Cœur sur la main d'André Berthomieu : M. Martineau, organisateur de spectacles
- 1949 : Tous les chemins mènent à Rome de Jean Boyer : l'ambassadeur
- 1950 : La Maison du printemps de Jacques Daroy : M. Lambert
- 1950 : Et moi j'te dis qu'elle t'a fait d'l'œil ! de Maurice Gleize : Edgar Lambrusque

## Théâtre
- 1912 : L'Enjôleuse de Xavier Roux et Maurice Sergine, Théâtre Fémina
- 1916 : L'École du piston de Tristan Bernard, Théâtre Antoine
- 1918 : Deburau de Sacha Guitry, Théâtre du Vaudeville
- 1919 : Mon bébé de Maurice Hennequin, mise en scène Max Dearly, Théâtre des Nouveautés
- 1920 : Le Danseur de Madame de Paul Armont et Jacques Bousquet, Théâtre des Capucines
- 1920 : Le Scandale de Deauville de Rip et Gignoux, Théâtre des Capucines
- 1921 : Comédienne de Jacques Bousquet, Paul Armont, Théâtre des Nouveautés
- Juillet 1923 : Je ne trompe pas mon mari de Georges Feydeau et René Peter, Théâtre Antoine
- Janvier 1925 : Où allons-nous ? revue de Rip et Briquet, Théâtre des Capucines
- Janvier 1928 : Yes de Pierre Soulaine, Albert Willemetz, Robert Bousquet, René Pujol, musique Maurice Yvain, Théâtre des Capucines
- Avril 1930 : Par le temps qui court revue de Rip, Théâtre Daunou
- 1930 : Donogoo de Jules Romains, mise en scène Louis Jouvet, Théâtre Pigalle
- 1935 : Les Fontaines lumineuses de Georges Berr et Louis Verneuil, Théâtre des Variétés
- 1936 : Le Guéridon Empire, revue de Rip, mise en scène Edmond Roze, Comédie des Champs-Élysées
- 1937 : Pamplemousse d'André Birabeau, Théâtre des Célestins